# فالكون كريست
فالكون كريست (بالإنجليزية: Falcon Crest)‏ هو مسلسل دراما تم إنتاجه في الولايات المتحدة. بدأ عرضه في سنة 1981 على سي بي إس. بلغ عدد مواسم المسلسل 9 مواسم، بلغ عدد حلقاته 227 حلقة، وتبلغ مدة الحلقة الواحدة 50 دقيقة. تم بث المسلسل لأول مرة بتاريخ 4 ديسمبر 1981 بينما تم بث آخر حلقة منه بتاريخ 17 مايو 1990 بعد أن استمر لقرابة 9 أعوام. من بطولة جين وايمان، سوزان سوليفان، لورنزو لاماس وآنا اليسيا.

## روابط خارجية
- فالكون كريست على موقع IMDb (الإنجليزية)
- فالكون كريست على موقع ميتاكريتيك (الإنجليزية)
- فالكون كريست على موقع الموسوعة البريطانية (الإنجليزية)
- فالكون كريست على موقع روتن توميتوز (الإنجليزية)
- فالكون كريست على موقع كينوبويسك (الروسية)
- فالكون كريست على موقع ألو سيني (الفرنسية)
- فالكون كريست على موقع قاعدة بيانات الفيلم (الإنجليزية)